# Europas furstehus

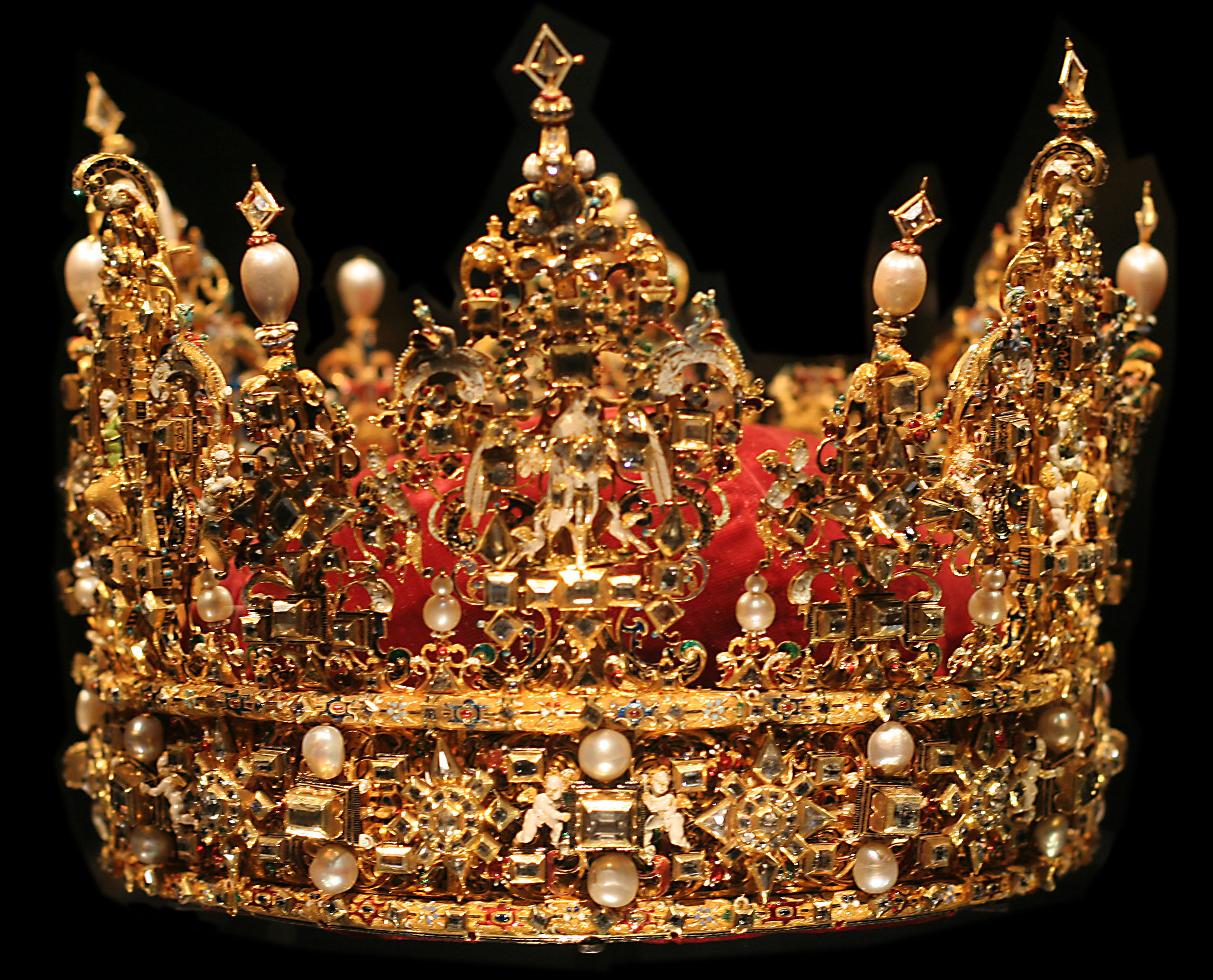
Kristian IV:s kungakrona, en del av Danmarks riksregalier.

Europas furstehus var ett system av agnatiska ätter vars främsta företrädare från tidig medeltid fram till 1900‑talet utgjorde det kristna Europas regenter och statschefer med endast ett fåtal republikanska undantag. Ett fåtal av furstehusens överhuvud är alltjämt statschefer.

## Terminologi
På svenska är furstlig en samlingsbeteckning för alla nuvarande eller historiska regentätter från kejserliga till småfurstar, vilka står över adeln. Tyska har motsvarande samlingsbeteckning Fürst och fürstlich för regenters ätter. Hus som regerar eller har regerat kallas ofta på tyska även hoher Adel eller Hochadel (högadel). Ett antal (central)europeiska hus med hertiglig och grevlig rang räknas enligt vanligt tyskt språkbruk både som furstliga och högadliga. Icke-regerande adel kallas niederer Adel (lågadel). Det tyska och svenska språkbruken skiljer sig alltså åt i fråga om betydelsen av ”högadel”. I tyskt språkbruk ger historiskt regentskap högadlig status, inte titeln, medan i Sverige titlarna greve och friherre ger högadlig status och lågadeln är obetitlad; på svenska betecknas hus som regerar (eller har regerat) vanligen inte som adliga. På engelska saknas en motsvarighet till ”furstlig” och ”furstehus”; varje rang bland suveränerna har en särskild benämning som ”imperial” (kejserlig), ”royal” (kunglig), ”ducal” (hertiglig), och ”comital” (grevlig). I dagligt engelskt språkbruk utsträcks ”royal” till att motsvara ”furstlig”.
Storfurstendöme kallas en monarki där monarken bär titeln storfurste. Finland var ett storfurstendöme under den ryske kejsaren 1809–1917, se Finlands historia: Storfurstendömet. Också delar av Ryssland samt Litauen var storfurstendömen under medeltiden. Titeln storfurste bars också av medlemmar av det kejserliga huset i Ryssland.

## Grundprinciper
Efter Västroms fall växte europeiska riken fram på tidigare romerskt område eller i nord‑ och östeuropeiska områden som inte tillhört Rom, varjämte Östrom (Byzans) fortlevde. Efterhand uppkom ett system av dynastiska europeiska riken i vilka dynastierna – furstehusen – spelade en betydande roll enligt vissa historiskt utvecklade principer.

### Konfliktöverskridande integrering
Genom omfattande ingiften och en oftast iakttagen sedvänja att icke gifta sig under furstlig rang kom Europas furstehus att forma en tätt sammanvävd klass över riksgränserna. Från tidig medeltid till första världskriget var dynastisk politik ett av de viktigaste medlen för vinnande av makt och utövande av makt. Ett exempel är huset Habsburgs uppgång. Österrikiske hertigen Maximilian I vann så goda partier för sig och sin son att huset Habsburg kom att besitta ett europeiskt välde och kolonialvälde ”över vilket solen aldrig gick ner”. Ett talesätt löd Bella gerant alii, tu, felix Austria, nube! (Andra må kriga; du, lyckliga Österrike, gift dig!). Dynastisk politik (äktenskapspolitik) var ett maktspelsmedel jämte krig och diplomati. Reformationen minskade ingiftena mellan det protestantiska och katolska Europa; nyss utkämpade krig däremot lade inga hinder för furstehusens integrering. Tvärtom kunde krigförande makter bilägga rivalitet genom dynastisk politik; långvariga fienderna Frankrike och Österrike formade en allians genom bortgiftet av Marie-Antoinette. Endast pågående krig hindrade tillfälligt furstehusens ständigt pågående integrering, som då Karl XI och danska prinsessan Ulrika Eleonora trolovade sig, levde åtskilda medan skånska kriget utkämpades, och strax efter freden gifte sig.

### Yttre och inre avgränsningar
Genom islams frammarsch skapades förutsättningarna för en västerländsk kristen kulturkrets med jämförelsevis få förbindelser söderut och österut. Östliga ryska, georgiska och bysantinska furstehus ingick under skilda perioder i den europeiska sfären. När den osmanska stormakten expanderade ingick osmanerna ett antal äktenskapsallianser med balkanska och bysantinska furstehus; föreställningen om en total åtskillnad mellan de kristna och muslimska sfärerna genom historien är felaktig. Under nya tiden upphörde äktenskapsallianser mellan muslimska och kristna furstehus. Istället uppkom under nya tiden en protestantisk-katolsk barriär som skapade en nordlig och en sydlig sfär for dynastisk politik; bilden av en helt integrerad alleuropeisk fursteklass är en senare förenkling av ett komplicerat och skiftande politiskt landskap, och det fanns geografiskt och religiöst betingade sfärer för dynastisk politik inom kristenheten. Även den katolsk–protestantiska gränsen överskrids dock vid flera tillfällen vid furstliga äktenskap. Rysslands ambitioner att närma sig väst drev fram en acceptans för västliga äktenskapsallianser med de grekisk‑ortodoxa östeuropeiska furstehusen. På medeltiden knöts familjeband mellan kristna europeiska furstar och hedniska litauiska härskarfamiljer. Äktenskapsallianser med andra muslimska härskarhus än osmanerna och de asiatiska i Siam, Kina och Japan ingicks ej.

### Salisk manlig företrädesrätt
Den saliska lagens principer om manlig företrädesrätt ledde till att endast ett fåtal regerande drottningar fanns, och furstehusens namn och heraldiska vapen (som uppkom först under högmedeltiden) nedärvdes på manslinjen. Regerande drottningar godtogs i några länder vid vissa tillfällen när ett furstehus utslocknat på svärdssidan. Drottningen räknades till sin faders ätt, och hennes manliga avkomma kunde följa sin mor på tronen, efter att hon gift sig kungligt. Prinsgemålens ätt räknades då som rikets nya furstehus. När endast en kvinnlig arvinge fanns kunde konflikter bryta ut som österrikiska tronföljdskriget, efter vilket tronföljdsfrågan löstes med en pragmatisk innovation. Den sista av ätten Habsburg var Maria Teresia av Österrike, men vid hennes giftermål med en furste från Lothringen påstods att paret hade en gemensam förfader på manslinjen. Den nya ätten kallades Habsburg-Lothringen, och ”Lothringen” har sedan fallit bort så att uppfattningen har spridits att ätten Habsburg fortfarande lever.

### Jämlikhet, ekvivalens och regentskap av Guds nåde
En doktrin om regentskap av Guds nåde utvecklades och omfattades av många regenter och undersåtar. Uppfattningen växte fram att en regent borde tillhöra den gränsöverskridande fursteklassen om de politiska förhållandena ändrades till exempel genom att nya furstevärdigheter uppstod eller furstehus utslocknade. Furstehusen var i princip jämställda, från de kejserliga till de maktlösa mediatiserade småfurstarna. Familjer som någon gång utövat exekutiv makt räknades som värdiga deltagare på äktenskapsmarknaden, vilket i Tysk‑romerska riket och Tyskland ledde till att vissa ätter med lägre titlar som greve kom att tillhöra fursteklassen, medan andra med samma titel inte gjorde det. I praktiken gjordes stundom skillnad mellan högre och lägre furstehus. Idén om den furstliga klassens gränsöverskridande ekvivalens ledde till att riken och mindre furstendömen vid behov kunde få en ny (manlig) dynasti från en annan del av Europa med en annan trosbekännelse: en tysk linje kunde bli härskare i det östortodoxa Grekland, till exempel; furstligheten ansågs viktigare än anknytning till landet i fråga.

#### Yngre grenar
Vissa agnatiska ätter kunde sprida sig till vitt skilda länder genom yngre grenar (sidolinjer, engelska cadet branches). Drottning Elisabet och hennes make Prins Filip tillhör båda på manslinjen tusenåriga furstliga tyska ätter, vilket är grunden för deras värdighet enligt traditionellt synsätt. Drottning Elisabets egentliga agnatiska ätt, huset Wettin, spreds dessutom till vitt skilda riken som Portugal och Bulgarien. Ett i Sverige mindre känt faktum är att stormaktstidens regenter från Karl X Gustav till Ulrika Eleonora var wittelsbachare. Vid skapandet av nya troner insattes ofta yngre grenar, som när Norges kungahus avknoppades från Danmarks 1905, eftersom Norge tidigare tillhört Danmark.
Ofta har den äldsta grenen av ett furstehus utslocknat efter flera århundraden. Idén om den furstliga klassens särställning ledde ofta till situationen att sidolinjer ofta hade etablerats som furstehus innan den äldre linjen dog ut. Ett sådant fall är att det i Västeuropa betydelsefulla huset Bourbon, som för vidare capetingernas ätt, trots att den äldre linjen dog ut på 1300‑talet.

### Idealiserat ursprung
Bilden av vad ett furstehus är utvecklades under historiens lopp. Ett antal inslag i systemets struktur såsom en klart utbildad ideologi om namngivna agnatiska ätter är efterkonstruktioner från rojalismens senare århundraden – se Askanien nedan. Idealiskt sett skulle ett furstehus ha regerat sitt land sedan landets uppkomst i tidig medeltid utan föregångare, med kristendomens införare i landet i stamträdet. Närmast detta ideal kom rurikiderna fram till Vasilij IV i början av 1600‑talet. Högt anseende hade också att ha regerat sedan omkring år 1000 eller de första århundradena av andra årtusendet, som huset Wittelsbach i Bayern. Capetingerna har högt anseende som ”urgammal” fursteätt bland rojalistiskt sinnade, trots att de är den tredje frankiska (franska) fursteätten efter merovingerna och karolingerna. Furstehus skall helst ha ett ursprungligt slott, som preusserkungarnas (senare tyska kejsarnas) Burg Hohenzollern eller Habsburgarnas slott Habsburg i nuvarande Schweiz, och en urgammal begravningsplats, som Huset Savojens Hautecombes kloster. Borgerligt ursprung på svärdssidan hade på 1800‑ och 1900‑talen blott usurpatorfamiljer som Bonaparte och enstaka furstehus som Sveriges och Serbiens/Jugoslaviens.
Denna ideologi utvecklades fullt ut på 1700‑ och 1800‑talen, när stor möda lades ner på att reda ut tidigmedeltida genealogier, restaurera slott och dylikt. Det fastlades vilka furstehusen var och deras värdighet som regerande eller detroniserade. En agnatisk fursteätt har idag ofta historia som består dels av en säker härledning till en medeltida stamfader, dels i äldre mer eller mindre osäker härledning till tidigare stormän i det knappa källmaterialet.

## Rojalismen
Under Europas historia har kraftmätningar pågått om rikens styrelseskick som inte uttömmande kan beskrivas i termer av en motsättning mellan monarkism/absolutism och antimonarkism. Dock har de furstliga traditionerna bidragit till olika former av teoretisk och politisk rojalism som inte saknat folkligt stöd. Från 1600‑talet och särskilt 1700‑talet utkämpades öppen kamp mellan absolut monarki, konstitutionell monarki och republikanism. Mycket av det som man i dag ser som typiskt för monarkin skapades eller skärptes under denna period. Ett typiskt exempel för monarkismen är Almanach de Gotha, som utgavs 1763–1944. De nedan beskrivna furstehusen kan inte fullt ut förstås som åtskilda fenomen i var sitt land, utan behöver ses i ett europeiskt perspektiv som uttryck för en europeisk ideologi.

## Systemets sammanbrott och restmonarkiernas utveckling
Monarkismen som dominerande system rasade samman i första världskriget. I modern tid har två stora förändringar skett i de kvarvarande monarkierna. För det första har det agnatiska sättet att definiera ett furstehus ersatts av ett juridiskt synsätt: monarken definierar vem som tillhör ett visst namngivet kungahus, även om den personen inte härstammar från stamfadern på manssidan. För det andra har principen om att gifta sig inom fursteklassen övergivits.
Nedan lämnas uppgifter om vissa furstehus i frågor som berör husets ställning i det europeiska systemet. För detaljerad information hänvisas till huvudartikeln för respektive furstehus.

## De viktigaste linjerna
Bakom mångfalden av namn på furstehus kan man skönja vissa huvudlinjer. I Frankrike, Spanien, Portugal, och tidvis i delar av Italien, har det varit vanligast med härstamning från capetingerna, som ytterst är robertiner. I Nordeuropa var de främsta agnatiska ätterna Hohenzollern (som dock inte är äldst), Wettin, Oldenburg, Brabant (”reginarerna”), Welf och Nassau. Av dessa hus har i tur och ordning Brabant, Wettin och Oldenburg, fast under sidolinjers namn, utgjort Storbritanniens och Förenade kungarikets kungliga linje. Oldenburg har också, under sidolinjers namn, befolkat kungahusen i Norden och Ryssland.
I den katolska delen av Europa blev Wittelsbach och Habsburg mest framträdande; den sistnämnda utslocknade dock. I Ryssland fanns rurikiderna, som inte ersattes av en sidolinje vid huvudlinjes utslocknande utan av Romanov, som i sin tur utslocknade på svärdssidan och ersattes av en oldenburgsk linje, varvid det romanovska namnet behölls. Det ungerska huset Árpád utslocknade 1301 och Ungern har under nya tiden haft samma regenter som Österrike.
Av dessa furstehus regerar i dag enligt traditionellt agnatiskt synsätt endast tre: Bourbon (Capet) i Spanien och Luxemburg, Wettin i Belgien samt Oldenburg i Danmark (fram till Margrethe II:s frånfälle), Norge och Förenade kungariket (Storbritannien).

### Askanien
Huset Askaniens enda kontinuerliga landinnehav var det lilla Hertigdömet Anhalt under 800 år. Under medeltiden regerade furstehuset under några sekler i de större områdena kurfurstendömet Sachsen och markgrevskapet Brandenburg. Husets enda regentskap på storpolitisk nivå under nya tiden var att Katarina den stora ledde Ryssland på 1700‑talet.

Huset Askaniens vapen som furstar av Anhalt (1300-talet).

Huset Askanien är ett av de tydligare exemplen på historisk efterkonstruktion från nya tiden. Det finns inga belägg för att denna släkt definierades som ett hus av vederbörande själva eller av omvärlden under medeltiden.  Namnet ”askanier” är resultatet av etymologisk spekulation som bland annat inbegrep Aeneas son Ascanius. En historiker karakteriserade uppkomsten av berättelsen om ätten som ”uppfinnandet av askanierna”.
Huvudartikel: Askanien
- Anhalt-Aschersleben
- Anhalt-Bernburg
- Anhalt-Bernburg-Schaumburg-Hoym
- Anhalt-Dessau
- Anhalt-Harzgerode
- Anhalt-Köthen
- Anhalt-Köthen-Pless
- Anhalt-Plötzkau
- Anhalt-Zerbst

### Bagrationi
Huvudartikel: Bagrationidynastin
Kristenhetens längsta kontinuerliga regentskap utövades av huset Bagrationi i Georgien. Georgien annekterades dock av Ryssland 1801, och ättens medlemmar har sedan dess blott utövat inflytande som rysk adel.

### Bernadotte
Huvudartikel: Bernadotte
Ursprungligen ofrälse släkt från Pau i Frankrike. Sedan 1818 regerande kungahus i Sverige samt 1818–1905 även i Norge. Huset Bernadotte har övergett den agnatiska principen och omfattar idag alla ättlingar till Carl XVI Gustaf oberoende av kön.

### Bonaparte
Huvudartikel: Huset Bonaparte

Huset Bonapartes vapen

Ursprungligen adelsätt från Korsika. Franska kejsare 1804–1815 samt 1852–1870, kungar av Holland 1806–1810, av Neapel 1806–1810, av Westfalen 1807–1813 och av Spanien 1808–1813 samt storhertiginnor av Toscana 1808–1814.

### Bourbon
Huvudartikel: Huset Bourbon

Huset Bourbons vapen.

Ätten har capetingiskt (robertinskt) ursprung och regerar i Spanien sedan 1700 och i Luxemburg sedan 1964.

### Bragança
Huvudartikel: Huset Bragança
Ätten har capetingiskt (robertinskt) ursprung, men två led i härstamningen var utomäktenskapliga. 

### Capet
Hugo Capets ätt med dess berömda sidogrenar kallas med en överordnad beteckning capetinger. I modern tid har de infogats i det vidare begreppet robertiner, efter Hugo Capets äldste säkert kände anfader.
Huvudartikel: Capetinger

### Habsburg
Huvudartikel: Habsburg

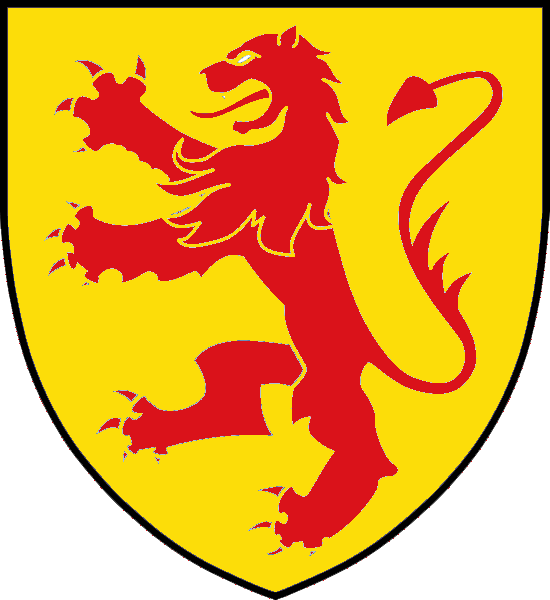
Huset Habsburgs stamvapen

Huset Habsburg var ursprungligen inte bland de mest framstående men i slutet av medeltiden och i början av nya tiden fick Habsburg ett enormt uppsving, till stor del genom dynastisk politik (äktenskapspolitik). Genom en ödets ironi utslocknade Habsburg på svärdssidan på grund av inavel och medfödda funktionshinder efter att ätten hade bytt politik och i stället börjat gifta sig inom släkten för att skydda de besittningar som ätten fått i sin makt.
- Habsburg-Este
- Habsburg-Lothringen

### Hohenstaufen
Huvudartikel: Hohenstaufen
Furstarna av huset Hohenstaufen hade stor betydelse i Tyskland och Italien under medeltiden, men ätten utslocknade redan på 1200-talet.

### Hohenzollern
Huvudartikel: Huset Hohenzollern

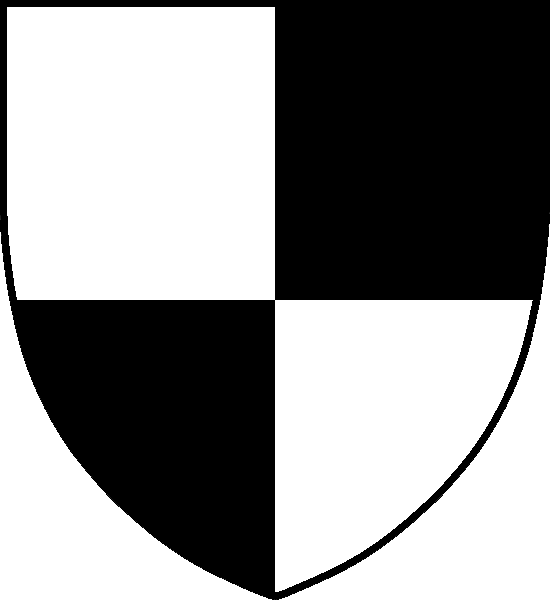
Huset Hohenzollerns stamvapen.

Genom att utveckla Brandenburg 1701 till kungariket Preussen, vilket senare blev kärnan i kejsardömet Tyskland, blev Hohenzollern ett av de mest betydelsefulla furstehusen såsom tyskt kejsarhus 1871–1918. Som få andra ätter är Hohenzollern politiskt komprometterad, vilket ligger nuvarande ättlingar i fatet när de efter Tysklands återförening försöker återfå konfiskerad egendom. Ätten regerade också i Rumänien 1881–1947.
- Hohenzollern-Haigerloch
- Hohenzollern-Hechingen
- Hohenzollern-Sigmaringen

### Jagello

Huset Jagellos stamvapen.

Huvudartikel: Jagellonska ätten och Storfurstendömet Litauen
Mongolernas invasion av Europa 1236–1241 nådde aldrig Litauen, och efter att Kievrikets fall lett till ett politiskt regionalt vakuum, skapade Mindaugas I (omkring 1203–1263) Storfurstendömet Litauen, och blev furste, senare storfurste i Storfurstendömet Litauen samt från 1253 kung av Litauen till sin död 1263, med stöd av Polen inom Polsk-litauiska samväldet. Huset Jagello, genealogiskt påvisbar först omkring 1480, är en sidolinje till huset Gediminas,och härstammar enligt traditionen från Mindaugas sonson Gediminas (1270-talet–1341), som 1316 blev storfurste av Litauen. Stamfadern för den jagellonska ätten, storfurst Jagello blev efter hans giftermål med den polska prinsessan Hedvig, Polens kung 1386 och grundade inom inom Polsk-litauiska samväldet Storfurstendömet Litauen. Medlemmar ur ätten Jagello var bland annat storfurstar över Litauen 1377–1392 och 1440–1572, kungar av Polen 1386–1572, kungar av Ungern 1440–1444 och 1490–1526 samt kungar i Böhmen 1471–1526. I mitten av 1500-talet regerade den Jagellonska ätten över ett stort område från Östersjön till Svarta havet och ner mot Adriatiska havet. 
Det område ätten härskade över var från 1569 av organiserat i form av ett samväldet mellan storfurstendömet Litauen och kungariket Polen, även kallad Kronan (polska Korona). Den litauiska delen bestod i stort sett av dagens Vitryssland och Litauen medan Kronan omfattade dåtidens polska länder och stora delar av dagens Ukraina. Dessutom omfattades Livland, Kurland, Gdansk och vasallstaten hertigdömet Preussen.
Den så kallade jagellonska eran är känd som Polens guldålder fram till kosackuppror och krig mot Ryssland, Sverige och Osmanska riket.

### Liechtenstein
Huvudartikel: Huset Liechtenstein

Huset Liechtensteins stamvapen.

Huset Liechtenstein är en av Österrikes äldsta adelsätter, känd från 1167. Ätten härstammar från Hugo von Petronell, som uppförde borgen Liechtenstein söder om Wien i Österrike.
År 1591 delade släkten sig i två linjer. Karl, grundläggaren av den äldre linjen, erhöll furstendömena Troppau (1613) och Jägerndorf (1623) samt upphöjdes 1608 i riksfurstlig värdighet, med ättens stamgods, Burg Liechtenstein i Niederösterreich som stamsäte. Med hans sonson Johan Adam Andreas, som 1699 och 1712 av grevarna Hohenems köpte grevskapen Schellenberg och Vaduz, utgick den äldre linjen på manssidan 1712, och dess länder övergick till den yngre linjen, Gundakars (furstlig 1620). Kejsar Karl VI upphöjde 1719 Vaduz och Schellenberg till ett riksomedelbart furstendöme under namnet Liechtenstein, och furst Anton Florian erhöll 1713 och 1723 säte och stämma på tyska riksdagen för sig och sina efterkommande. Furstendömet tillhörde Tysk-romerska riket till dess upplösning 1806, därefter (till 1814) Rhenförbundet och 1815–1866 Tyska förbundet.

### Mecklenburg

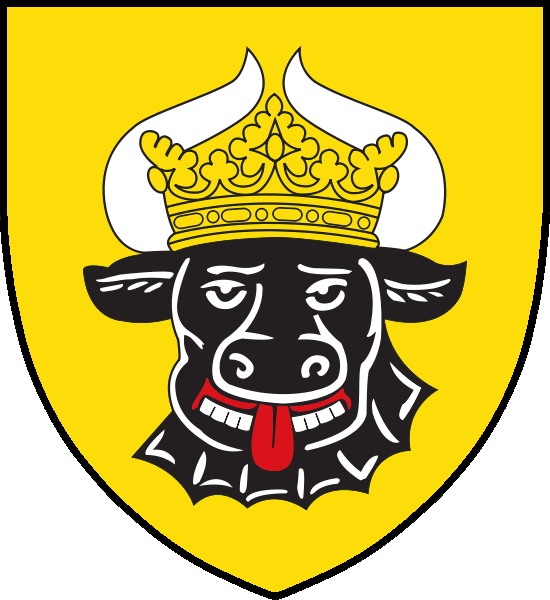
Huset Mecklenburgs stamvapen

Huvudartikel: Mecklenburg och Mecklenburgs delningar
Mecklenburgska ätten är en nordtysk ätt som 1918 ansågs  vara Tysklands äldsta ännu regerande fursteätt, och som sedan medeltiden och fram till 1918 var fursteätt i Mecklenburg, ett tyskt furstendöme som var beläget mellan de båda floderna Elbe och Oder. Ätten härstammar från furst Niklot av obotriterna, vilken redan 1129 var furste av obotriterna och Werle, ibland kallat Wenden, slavisk borg och tyskt herredöme och furstendöme, även kallat Wenden och Mecklenburg-Werle.
1167 blev Mecklenburg furstendömelän under Sachsen med Niklots son Pribislav I av Mecklenburg, sachsisk länsfurste av Mecklenburg-Rostock med Werle som residens, samt från 1171 tysk riksfurste till det självständigt furstendömet Mecklenburg inom tysk-romerska riket. Under 1200-talet benämndes furstendömet Werle-Güstrow och år 1318 upphöjdes furst Albrekt II av Mecklenburg av kejsar Karl IV till hertig av Mecklenburg och 1436 införlivades Werle åter med Mecklenburgska ättens territorium Mecklenburg-Stargard.
Vid Wienkongressen 1815 blev Mecklenburg-Schwerin och Mecklenburg-Strelitz storhertigdömen inom det då bildade Tyska förbundet. Då upphöjdes dåvarande hertigen Fredrik Frans I av Mecklenburg-Schwerin till storhertig, en titel som behölls fram till monarkins fall 1918. Den fram till 1918 regerande grenen Mecklenburg-Schwerin utslocknade år 2001 med arvstorhertig Fredrik Frans (V).
Huvudmän för ätten idag (2013) är hertig Borwin, född 1956, och hans båda söner Georg Alexander född 1991 och Carl Michael född 1994, samt Borwins barnlöse farbror Carl Gregor född 1933.

### Oldenburg
Huvudartikel: Huset Oldenburg

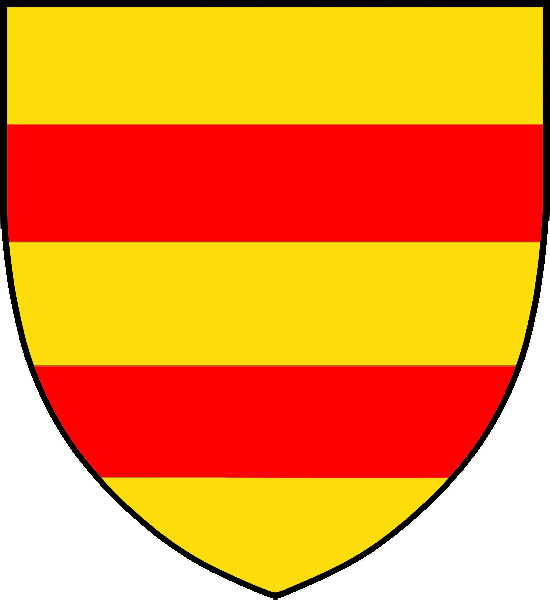
Huset Oldenburgs stamvapen.

Oldenburg är en tysk ätt känd sedan 1000-talet. Den regerande (genom olika grenar) som grevar, hertigar och slutligen storhertigar av Oldenburg till 1918. En gren utgör Danmarks kungahus sedan 1448, från 1863 genom sidogrenen Schleswig-Holstein-Sonderburg-Glücksburg, vilken även regerar i Norge sedan 1905 och Förenade kungariket (Storbritannien) sedan 2022 och regerade i Grekland 1863–1924 och 1935–1967/1973. Grenen Schleswig-Holstein-Gottorp regerade 1751–1818 i Sverige och en annan del av denna gren bildade genom ingifte i dynastin Romanov (se nedan) ätten Romanov-Holstein-Gottorp.
I Danmark kommer ätten enligt traditionellt synsätt (agnatisk primogenitur) efter drottning Margrethes frånfälle att ersättas av den grevliga eller borgerliga ätten de Monpezat(en).
- Schleswig-Holstein-Gottorp
- Schleswig-Holstein-Hadersleben
- Schleswig-Holstein-Sonderburg
- Schleswig-Holstein-Sonderburg-Augustenburg
- Schleswig-Holstein-Sonderburg-Glücksburg

### Romanov
Huvudartikel: Huset Romanov

Huset Romanovs stamvapen

Romanov var regerande tsardynasti i Ryssland 1613–1917, från 1762 som huset Romanov-Holstein-Gottorp, vilket med agnatiskt synsätt är en gren av Oldenburg.
Familjen Romanov (Nikolaj II) martyrförklarades 1981 av ryska utlandskyrkan och 2000 helgonförklarades storfurstinnan Maria officiellt av den rysk-ortodoxa kyrkan.

### Vasa
Huvudartikel: Vasaätten

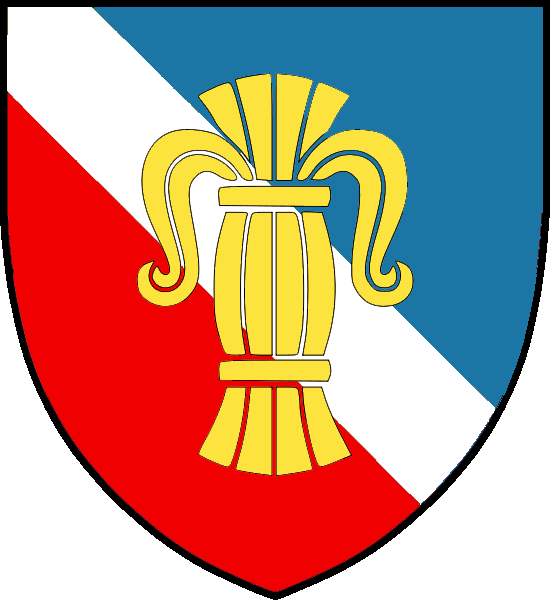
Kungliga Vasaättens vapen

Vasaätten var ursprungligen en gammal svensk adelsätt. Den var regerande kungaätt i Sverige 1523–1654 samt i Polen 1587–1668.
- af Vasaborg

### Welf
Huvudartikel: Huset Welf
Huset Welf har spelat en stor roll i Tysklands historia men är mest känt för att ha styrt Storbritannien och Förenade kungariket, då under namnet Hannover, under det brittiska världsväldets uppbyggnad och höjdpunkt, den viktorianska epoken. 
- Hannover
- Welf-Este

### Wettin
Huvudartikel: Wettin

Huset Wettins vapen som kungar av Sachsen.

Wettin var ursprungligen en tysk grevlig ätt känd sedan 900-talet. Den regerande i delar av eller hela Sachsen från 1089 (kurfurstar från 1423, kungar från 1806) till 1918 samt i Polen 1697–1704 och 1712–1757. Den äldre "Ernestinska" linjen regerade, uppdelad på flera grenar, från 1547 i diverse mindre riken i Thüringen fram till 1918. Av dessa senare grenar regerar Sachsen-Coburg-Gotha även som kungar av Belgien (från 1831) samt regerade 1852-1910 i Portugal, 1887-1946 i Bulgarien och 1901-2022 i Storbritannien (Förenade kungariket (1917-2022 under det antagna namnet Windsor)).
- Ernestinska (äldre) linjen
  - Sachsen-Altenburg
  - Sachsen-Coburg-Gotha
  - Sachsen-Coburg-Saalfeld
  - Sachsen-Lauenburg
  - Sachsen-Meiningen
  - Sachsen-Weimar-Eisenach
  - Windsor
- Albertinska (yngre) linjen

### Wittelsbach

Huset Wittelsbachs stamvapen.

Huset Wittelsbachs hade från sin äldsta kända historia anknytning till Bayern, som ätten regerade under lång tid. Husets andra tyngdpunkt var i Pfalz-regionen. Bayern förblev katolskt, med andra grenar kom på den protestantiska sidan i den tyska konflikten mellan katolicism och protestantism. När den bayerska grenen utslocknade 1777 kunde en pfalzisk gren upprätthålla den wittelsbachska dynastin i Bayern genom att en protestantisk gren återgått till katolicismen.
En protestantisk sidogren regerade Sverige under karolinska tiden 1654–1720. Det idag maktlösa huset Wittelsbach är aktat på grund av sitt motstånd mot nationalsocialismen och Adolf Hitler.
Huvudartikel: Huset Wittelsbach
- Pfalz
  - Pfalz-Birkenfeld
  - Pfalz-Simmern
  - Pfalz-Sulzbach
  - Pfalz-Zweibrücken
  - Pfalz-Zweibrücken-Kleeburg